# Paku Paku
Paku Paku ist ein einfaches Geschicklichkeits- und Würfelspiel des französischen Spieleautors Antoine Bauza, das 2017 beim Ravensburger Spieleverlag erschien. Es handelt sich um ein Spiel für zwei bis acht Spieler, die versuchen müssen, Geschirrtürme zu bauen und dabei möglichst wenig Minuspunkte zu bekommen.

## Spielweise
Bei Paku Paku geht es darum, parallel möglichst schnell möglichst viele Würfel an die Mitspieler weiterzugeben sowie bei Fehlwürfen einen Stapel aus Essensgeschirr aufzubauen, ohne dass dieser umkippt. Gewinner ist der Spieler, der die wenigsten Strafpunkte sammelt. Es baut auf einem an den Kung Fu Panda angelehnten Thema auf, bei dem die Spieler die Rolle von hungrigen Pandabären übernehmen. Das Spielmaterial besteht aus fünf Würfeln, einer Tischplatte, 24 Geschirrtafeln (je acht Teller, Schüsseln und Becher) sowie 40 Strafpunkten mit den Werten 1, 2, 3 und 5.

### Spielablauf
Zu Beginn des Spiels werden die Würfel möglichst gleichmäßig an die Mitspieler verteilt. Die Tischplatte und die Geschirrteile sowie die Strafpunkte werden in der Tischmitte platziert. Im Spiel gibt es keinen Startspieler und alle Spieler beginnen gleichzeitig, alle vor ihnen liegenden Würfel zu werfen. Immer, wenn sie eine der Zahlen 1 oder 2 werfen, passiert in dieser Spielphase nichts und die Würfel werden weiter geworfen. Würfeln sie einen grünen Panda, dürfen sie die entsprechenden Würfel an den nächsten Spieler im Uhrzeigersinn weitergeben. Bei einem roten Geschirrstapel muss der Spieler ein beliebiges Geschirrstück auf den zentralen Geschirrstapel stellen, ohne dass dieser umfällt.

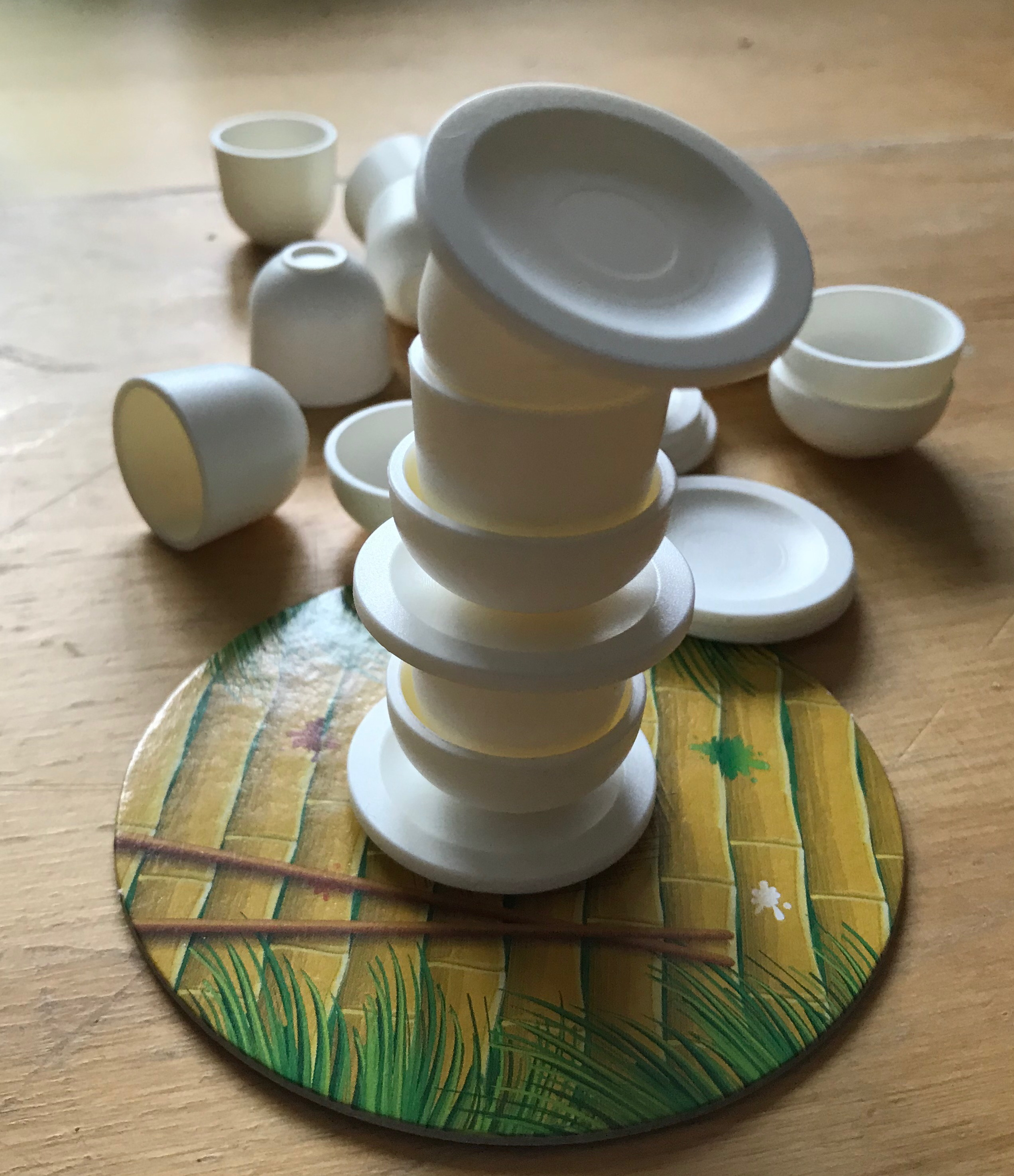
Der Geschirrturm darf nicht umkippen.

Der erste Spieler, der ein Geschirrstück stapeln muss, kann dieses direkt auf die Tischplatte stellen. Alle folgenden Spieler müssen ihre Geschirrstücke auf den sich bildenden Stapel stellen, wobei je nach Regelvariante ein beliebiges Teil gewählt werden darf oder niemals zwei gleiche Geschirrstücke übereinander stehen dürfen. Gelingt es dem Spieler, ohne dass der Turm umfällt, würfelt er weiter. Fällt der Turm um, ruft der erste, der dies sieht, „Paku Stop“ und alle Spieler beenden ihre Würfe. Der Spieler, der den Turm zum Umfallen gebracht hat, wirft nun mit allen Würfeln, die vor ihm liegen und bekommt die Anzahl an Strafpunkten, die der Summe der geworfenen Zahlen entspricht. Danach ruft er „Paku Paku“ und alle Spieler beginnen wieder zu werfen.
Das Spiel endet, sobald ein Spieler 10 Strafpunkte gesammelt hat und damit das Spiel verliert. Gewinner wird der Spieler mit den wenigsten Strafpunkten. Bei einem Gleichstand kommt es zu einem Geschirrstapelduell, bei dem die potenziellen Gewinner jeweils nacheinander ein Geschirrteil stapeln müssen. Der Verlierer des Duells ist derjenige, bei dem der Turm zuerst umfällt.

## Ausgaben und Rezeption
Paku Paku wurde von dem französischen Spieleautor Antoine Bauza entwickelt und 2017 bei dem deutschen Ravensburger Spieleverlag zur Nürnberger Spielwarenmesse in einer deutschen und in einer multilingualen Version veröffentlicht.

## Belege
1. 1 2 3 4 5 6  Offizielle Spielregeln für Paku Paku, Deutsche Version 2017.
2. ↑  Versionen von Paku Paku in der Datenbank BoardGameGeek; abgerufen am 24. Dezember 2017.